# 37P/Forbes
37P/Forbes är en periodisk komet som upptäcktes 1 augusti 1929 av den sydafrikanske astronomen Alexander F. I. Forbes. Han rapporterade att kometen hade en skenbar magnitud på 11. Då perihelium redan hade passerats, minskade den i ljusstyrka resten av det året. Vid sin återkomst 1935 var det ingen som återfann kometen. Den återfanns dock både 1942 och 1949. Sedan 1974 har den återfunnits vid varje periheliepassage. Den var som ljusast 1999, då den som bäst nådde en skenbar magnitud på 11.
Kometen har flera gånger kommit nära planeten Jupiter vilket påverkat dess omloppsbana.
- 0,37 AU från Jupiter 1990, vilket gjorde att omloppstiden minskade från 6,26 till 6,13 år.
- 0,56 AU från Jupiter 2001, vilket gjorde att omloppstiden ökade 6,35 år.